# Aigendorf (Attenweiler)
Aigendorf ist ein Ortsteil der Gemeinde Attenweiler im Landkreis Biberach in Baden-Württemberg. Der Weiler liegt circa zwei Kilometer nördlich von Attenweiler.
Aigendorf wurde als Teil der Gemeinde Oggelsbeuren am 1. Januar 1975 durch die Vereinigung der Gemeinden Attenweiler, Oggelsbeuren und Rupertshofen zu Attenweiler eingemeindet.

## Geschichte
Der Ort wurde 1434 erstmals erwähnt, er gehörte zur Vogtei Oggelsbeuren. Der Besitz der Herren von Stadion war später Bestandteil des Ritterguts Oberstadion. 1434 gelangte ein Hof als österreichisches Lehen an die Herren von Stadion. Weitere Güter wurden nach Aufhebung des Klosters Oggelsbeuren 1789 von den Stadion ersteigert.
Nach 1806 bis 1972 gehörte Aigendorf zur Gemeinde Moosbeuren und kam 1972 zur Gemeinde Oggelsbeuren.

## Sehenswürdigkeiten
- Kapelle, erbaut 1870